# Чесноков Олександр Миколайович
Олександр Миколайович Чесноков (1900 — 1991) — начальник управління НКВС, НКДБ Хабаровського краю, генерал-лейтенант (1943).

## Життєпис
В жовтні 1917 — березні 1918 навчався в Петроградськім комерційним училищі, в 1918-19 перебував у прикордонних військах ВЧК.
В грудня 1919 — травні 1920 — в Петроградській губернській ЧК. З 1920 — член РКП(б). До листопада 1920 — військовий контролер прикордонного пункту Особливого відділу ВЧК в Петрограді. В 1920—1922 уповноважений особливого пункту ВЧК—ДПУ у Відлицького повіту Автономної Карельської РСР. В 1922—1923 — старший військовий контролер, особливого відділу ДПУ Морських сил Балтійського моря в Кронштадті. В квітні — грудні 1923 — уповноважений особливого прикордонного пункту ДПУ—ОДПУ в Оранієнбаумі. В 1923—1926 — уповноважений особливої прикордонної дільниці ОДПУ в селі Гора-Валдай Петроградської губернії. В січні — листопаді 1926 — комендант прикордонної дільниці 6-го прикордонного загону ОДПУ села Гора-Валдай Ленінградської губернії. В 1926—1928 — комендант прикордонної дільниці 7-го прикордонного загону ОДПУ Кінгісеппського повіту Ленінградської губернії.
З вересня 1928 до серпня 1929 — на курсах удосконалення командного складу Вищої прикордонної школи ОДПУ СРСР. В 1929—1932 — комендант прикордонної дільниці 54-го Нерчинського прикордонного загону ОДПУ Східно-Сибірського краю. В 1932—1935 — інспектор Управління прикордонних і внутрішніх військ Повноважного представництва ОДПУ при РНК СРСР — Управління НКВС по Східно-Сибірському краю. В 1935—1937 — начальник Штабу 64-го Мангутського прикордонного загону НКВС Кирінського району Східно-Сибірського краю.
З лютого 1937 по травень 1938 — в Школі удосконалення командного складу НКВС СРСР. В 1938-39 — старший помічник начальника 3-го відділення Служби Головного управління прикордонних військ НКВС СРСР. В 1939-40 — начальник 5-го відділення, заступник начальника Управління прикордонних військ Управління НКВС по Хабаровському краю з розвідки. В 1940-41 — заступник начальника Управління НКВС по Хабаровському краю. З 26 лютого по 31 липня 1941 — начальник Управління НКДБ по Хабаровському краю. В 1941-43 — заступник начальника Управління НКВС по Хабаровському краю. В 1942-45 — начальник Особливого відділу НКВС — Управління контррозвідки Народного комісаріату оборони Далекосхідного фронту. З 5 серпня по 13 вересня 1945 — начальник Управління контррозвідки Народного комісаріату оборони 2-го Далекосхідного фронту.
В жовтні — грудні 1945 — в резерві Головного управління контррозвідки Народного комісаріату оборони СРСР. В 1945-54 — начальник Управління контррозвідки Народного комісаріату оборони — збройних сил — Міністерства збройних сил — МДБ — Особливого відділу МВС — КДБ Таврійського військового округа.
З січня 1955 на пенсії.
В березні 1958 виключений з КПРС.
В грудні 1966 поновлений в партії.

### Звання
- капітан, 15.06.1936;
- майор, 23.03.1938;
- полковник, 15.05.1939;
- майор державної безпеки, 27.03.1941;
- старший майор державної безпеки, 22.09.1941;
- комісар державної безпеки, 14.02.1943;
- генерал-майор, 26.5.1943;
- генерал-лейтенант, 02.11.1943.

### Нагороди
- орден Червоної Зірки, 14.02.1941;
- орден Леніна, 28.10.1943;
- орден Вітчизняної війни 1 ступеню, 31.07.1944;
- орден Червоного Знамені, 03.11.1944;
- орден Леніна, 21.02.1945;
- орден Червоного Знамені, 08.09.1945;
- орден Червоного Знамені, 25.07.1949;
- орден Червоного Знамені, 28.10.1967.